# Hadji Muhtamad
Hadji Muhtamad is a municipality in the province of Basilan, Philippines. Theo điều tra dân số năm 2015, đô thị này có dân số 25.085 người trong.

## Các đơn vị hành chính
Hadji Muhtamad, về mặt hành chính, được chia thành 10 khu phố (barangay).
| - Baluk-Baluk - Dasalan - Lubukan - Luukbungsod - Mananggal | - Palahangan - Panducan - Sangbay Big - Sangbay Small - Tausan |